# Christine Kangaloo
Christine Kangaloo (San Fernando, 1 de diciembre de 1961) es una abogada y política trinitense. Ejerce como presidenta de la República de Trinidad y Tobago, desde marzo de 2023. 
Previamente fue Presidenta del Senado de Trinidad y Tobago. Es la primera mujer en ejercer como presidenta y vicepresidenta del Senado de Trinidad y Tobago; también fue presidenta interina de Trinidad y Tobago.
Kangaloo es miembro del Movimiento Nacional del Pueblo y se ha desempeñado como Senadora de la Oposición, Ministra en la Oficina del Primer Ministro, Ministra de Asuntos Legales y Ministra de Ciencia, Tecnología y Educación Terciaria en gobiernos anteriores.

## Biografía
Christine Kangaloo se graduó de la Universidad de las Indias Occidentales y de la Facultad de Derecho Hugh Wooding y obtuvo una licenciatura en derecho. El 12 de enero de 2001, se convirtió por primera vez en miembro del parlamento como senadora de la oposición bajo el mandato del líder de la oposición Patrick Manning. Luego se desempeñó como Vicepresidenta del Senado y posteriormente Ministra en la Oficina del Primer Ministro en 2002. Luego fue nombrada Ministra de Asuntos Jurídicos en 2005. En las elecciones generales de Trinidad y Tobago de 2007, fue elegida a la Cámara de Representantes como candidata del Movimiento Nacional del Pueblo (PNM) por Pointe-à-Pierre y se desempeñó como Ministra de Ciencia, Tecnología y Educación Terciaria. El 23 de septiembre de 2015 fue elegida Presidenta del Senado.